# Octavio Suárez
Octavio Justo Suárez (6 de septiembre de 1932, Lomas de Zamora, Provincia de Buenos Aires - 23 de septiembre de 1984, Tandil, Provincia de Buenos Aires) fue un piloto y dirigente argentino de automovilismo de velocidad. Recordado en el ambiente automovilístico por competir siempre acompañado de su hermano Pedro, se hizo popular no solo por llevar en su coche el seudónimo de "Hermanos Suárez" con el que era conocida la dupla que formaba con Pedro, sino también por haber sido Presidente de la Asociación Corredores de Turismo Carretera desde el año 1974 hasta 1984. Durante su gestión, tuvo la difícil misión de regir los destinos de la categoría madre del automovilismo argentino en una época en la que había florecido un fuerte conflicto entre la Comisión Argentina de Automovilismo Deportivo (CADAD) y el Automóvil Club Argentino (ACA), entidades que se disputaban la legítima fiscalización de las competencias del TC. En el marco de ese conflicto, Suárez entraría en la historia del automovilismo argentino al tomar la decisión de convertir al entonces gremio de pilotos conocido por las siglas de ACTC, en un órgano fiscalizador de competencias, facultad que dicha organización continua desarrollando hasta el día de hoy.
Falleció trágicamente el 23 de septiembre de 1984, mientras disputaba una competencia del Turismo Carretera en el circuito semipermanente de Tandil. Unos días antes de este siniestro, Suárez se había alzado con el triunfo en la Vuelta de Santiago del Estero, ganando a bordo de su unidad Dodge GTX. Durante toda su gestión se destacó por ser defensor de la organización de las competencias del TC en las rutas y carreteras argentinas, defendiendo el origen de la categoría. Su muerte se produjo como producto del vuelco y posterior incendio de su unidad. Al momento de su accidente, marchaba por el décimo año de su mandato dejando acéfala a la asociación Corredores de Turismo Carretera, siendo suplantado por su vicepresidente 1°, Juan Carlos Deambrosi.

## Biografía
Poco se ha podido rescatar de la historia de Octavio Justo Suárez, aquel piloto-dirigente al que le tocara en suerte regir los destinos del Turismo Carretera en el año 1974 en pleno conflicto institucional entre el ACA y CADAD, y que supiera llevar exitosamente a la Asociación Corredores de Turismo Carretera a erigirse en una nueva entidad fiscalizadora de competencias de automovilismo en Argentina.
Nacido en 1932, Octavio Suárez comenzó a interiorizarse en el deporte motor durante su juventud, cuando seguía atentamente las alternativas de las carreras de TC y en especial de Marcos Ciani, de quien se consideraba admirador. Su deseo de ser partícipe de esas competiciones lo llevaron en 1951 a anotarse como acompañante del piloto Juan Baviera en la competencia de las Mil Millas Argentinas de TC, intentando de recavar la mayor información sobre como llevar un automóvil en este tipo de competencias.

### Nacen los "Hermanos Suárez"
Su deseo de poder contar con su propia unidad de carreras lo llevó a adquirir a mediados de los años 60 una vieja coupé Ford V8, con la cual conseguiría iniciarse en el rol de piloto. De esta forma, y con el acompañamiento de su inseparable hermano Pedro, Octavio Suárez se lanzaba al rodeo en el año 1966, presentándose bajo un seudónimo que daría nombre a una nueva sociedad: fue el debut en los circuitos de los "Hermanos Suárez". La carrera de los Hermanos Suárez con el Ford continuaría hasta el año 1970, cuando, con el advenimiento de la reforma técnico-reglamentaria del TC, los Suárez tomarían la decisión de adquirir una unidad Dodge Polara, modelo con el cual recién llegarían al triunfo en el año 1973. Tras un par de competiciones con el Polara, y viendo que no podían hacerle frente al poderoso Equipo Oficial Ford, a mitad de torneo cambian de modelo por una avanzada y más moderna coupé Dodge GTX con la que retornaron al triunfo en la Vuelta de Pergamino, en el mismo año. El diseño de la GTX, sumado al aerodinámico diseño de la trompa postiza seleccionada para las competencias, daban la impresión al que lo miraba de que se trataba de un avión Concorde, motivo por el cual el coche comenzó a ser apodado de esa forma.

### Piloto y Presidente de la ACTC
También por esos años comenzaba la actividad de Octavio como dirigente automovilístico, carrera que finalmente se vería coronada en 1974 con la elección de su persona para ejercer la presidencia de la Asociación Corredores de Turismo Carretera, debiendo encarar durante su mandato una verdadera crisis institucional que amenazaba con cortar la actividad automovilística en Argentina. En ese período, se había suscitado el conflicto ACA-CADAD, cuyos motivos principales fueron el derecho legítimo de fiscalización y la vuelta del TC a las rutas. Suárez, que defendía los orígenes ruteros del TC, encaró la posibilidad de fiscalizar las competencias del TC por medio de la ACTC, con el fin de devolver al TC a su lugar de origen. Tal decisión, tendría finalmente efecto en el año 1979 convirtiendo a la ACTC en un nuevo órgano fiscalizador de competencias en Argentina.
A la par de su carrera dirigencial, Octavio Suárez continuaría compitiendo a bordo de su Dodge GTX siempre acompañado por su hermano Pedro. La sociedad continuaría siendo exitosa, llevándose tres triunfos en 1973, uno en 1974 y el último en 1984, quince días antes de su muerte.

### Su muerte
El 2 de septiembre de 1984, Octavio Justo Suárez alcanzaría la que sería su última victoria en el automovilismo nacional, al ganar en la denominada Vuelta de Santiago del Estero. Este año, y previendo el peligro que generaba competir en los circuitos semipermanentes, Octavio decidiría prescindir del acompañamiento de su hermano Pedro, dejando de lado por primera vez la sociedad conocida como los "Hermanos Suárez". En aquella ocasión, Octavio despediría a su hermano diciéndole que era más conveniente que no lo siguiera acompañando, dada la peligrosidad de los circuitos semipermanentes que visitaba el TC en cada fin de semana. Como argumento principal, Octavio le diría a Pedro que si a alguno le llegara a suceder algo, el otro debía cuidar de la familia y de los negocios familiares. Como un presagio de lo que le tenía preparado el destino, el 23 de septiembre de 1984 durante el desarrollo de la 1° Vuelta de Benito Juárez corrida en el semipermanente de Tandil, Octavio Suárez perdería la vida como producto de un brutal accidente, en el cual su Dodge GTX saldría despedido, daría una serie de tumbos, terminando envuelto en llamas.  Suárez quedaría atrapado dentro de su unidad y murió en el acto. Al momento de su muerte, continuaba en ejercicio de la presidencia de la ACTC, siendo finalmente reemplazado por su vicepresidente Juan Carlos Deambrosi.

### Su legado
A pesar de su fatal destino, la Asociación Corredores de Turismo Carretera continuaría la tarea encarada por Suárez trabajando en pos de mantener a la categoría, sosteniendo su participación en circuitos semipermanentes e instalándose en el ambiente como una fuerte organización fiscalizadora, tal como la había convertido el apodado "Gordo Suárez". Lamentablemente, la actividad rutera se vería suspendida luego de un fatal accidente protagonizado en 1994 por Osvaldo Morresi. Sin embargo, esto no borraría de la memoria de los aficionados el trabajo que realizó la ACTC por hacer subsistir a la categoría, de la mano de Octavio Suárez.
Tras su muerte, se sucedieron varios homenajes hacia su persona, contándose entre ellos la imposición de su nombre a una calle de Lomas de Zamora, el nombramiento del circuito semipermanente de San Lorenzo, Provincia de Santa Fe, como Octavio Justo Suárez, la inauguración de una plaza de Remedios de Escalada con su nombre y la restauración de su última coupé Dodge GTX para ser donada al Museo Juan Manuel Fangio de la localidad de Balcarce, como así también permanentes homenajes de parte de la Asociación Corredores de Turismo Carretera. Actualmente, la restaurada unidad Dodge GTX puede encontrarse en el Nivel 2 de la sección denominada "Multiespacio Fangio" del mencionado Museo.

## Trayectoria
| Año  | Categoría             | Marca        |
| ---- | --------------------- | ------------ |
| 1966 | Turismo Carretera     | Ford V8      |
| 1967 | Turismo Carretera     | Ford V8      |
| 1968 | Turismo Carretera     | Ford V8      |
| 1969 | Turismo Carretera     | Ford V8      |
| 1970 | Turismo Carretera     | Dodge Polara |
| 1971 | Turismo Carretera     | Dodge Polara |
| 1972 | Turismo Carretera     | Dodge Polara |
| 1973 | Turismo Carretera     | Dodge Polara |
| 1973 | Turismo Carretera     | Dodge GTX    |
| 1974 | Turismo Carretera     | Dodge GTX    |
| 1975 | Turismo Carretera     | Dodge GTX    |
| 1976 | Turismo Carretera     | Dodge GTX    |
| 1977 | Turismo Carretera     | Dodge GTX    |
| 1978 | Turismo Carretera     | Dodge GTX    |
| 1979 | Turismo Carretera     | Dodge GTX    |
| 1980 | Turismo Carretera     | Dodge GTX    |
| 1981 | Turismo Carretera     | Dodge GTX    |
| 1982 | Turismo Carretera     | Dodge GTX    |
| 1983 | Turismo Carretera     | Dodge GTX    |
| 1984 | Turismo Carretera (†) | Dodge GTX    |

## Carreras ganadas en el TC
| Carrera n° | Fecha                    | Prueba                        | Automóvil    | Promedio |
| ---------- | ------------------------ | ----------------------------- | ------------ | -------- |
| 530        | 13 de mayo de 1973       | Vuelta de Salto               | Dodge Polara | 226,653  |
| 531        | 27 de mayo de 1973       | Vuelta de Arrecifes - Salto   | Dodge Polara | 215,046  |
| 534        | 05 de agosto de 1973     | Vuelta de Pergamino           | Dodge GTX    | 165,364  |
| 544        | 12 de mayo de 1974       | Vuelta de Salto               | Dodge GTX    | 229.120  |
| 690        | 02 de septiembre de 1984 | Vuelta de Santiago del Estero | Dodge GTX    | 216,751  |